# Korszázs
A korszázs a klasszikus fűző modern változata. Derékig érő, formát kiemelő felsőrész, mely általában vállpánt nélkül készül. Német neve Corsage/Korsage; angol megnevezése bustier. Magyarul gyakran (helytelenül) fűzőnek nevezik. A felhasznált merevítők különböztetik meg a fűzőt egyértelműen a korszázstól: a fűző több mint egy tucatnyi rugalmas acélmerevítőkkel készül, míg a korszázsba néhány műanyagból készült merevítő van belevarrva. A divatos menyasszonyi fűzők szinte mindig korszázsok, azaz fűzős résszel ellátott felsők.

## Korszázstípusok
A korszázsnak ma három különféle változata ismert:
- gyakran vállpánt nélküli felsőrésze egy menyasszonyi, (kis)estélyi vagy koktélruhának, ami a szoknyához van varrva; vagy
- önálló felső, amit szoknyához vagy nadrághoz vesznek fel alkalmakkor; de akár
- fehérnemű is lehet, egyfajta meghosszabbított melltartó, ami gyakran harisnyatartókkal van ellátva.

Közös jellemzőik:
- a hátsó, néha elülső fűzött rész, amibe díszként egy szalag van befűzve, valamint
- a belevarrott műanyagmerevítők.

A korszázs a test természetes vonalaira simul rá, azokat követi és hangsúlyozza ki. A fűzővel ellentétben korszázzsal nem lehet karcsúbbra fűzni a derekat, a korszázsoknak nincs alakformáló szerepük.

## Kialakulása
A korszázs a fűzőből fejlődött ki. A fűző fejlődése a XX. század elejétől két külön ágra szakadt:
- A hagyományos fűzőket továbbra is gyártották és gyártják ma is, halcsont helyett acélmerevítőket és új anyagokat alkalmazva, így kényelemesebbé téve a fűzőt.
- Egyre több gyártó elhanyagolta a fűző darázsderék-formáló szerepét és műanyagmerevítőkkel ellátott rugalmas anyagokból megteremtette a mai korszázst.

1907-ben egy francia divattervező, Paul Poiret megalkotta a modern ruhára jellemző stílust, melyet neoklasszicista megjelenésnek keresztelt el. Az 1900-as évek elejének táncőrülete drámai hatást gyakorolt a viseletre, a mozgásszabadság biztosítása alapvető követelménnyé vált. Megjelent a táncfűző és a fűző egyre inkább hosszúvá vált ("long corset"):

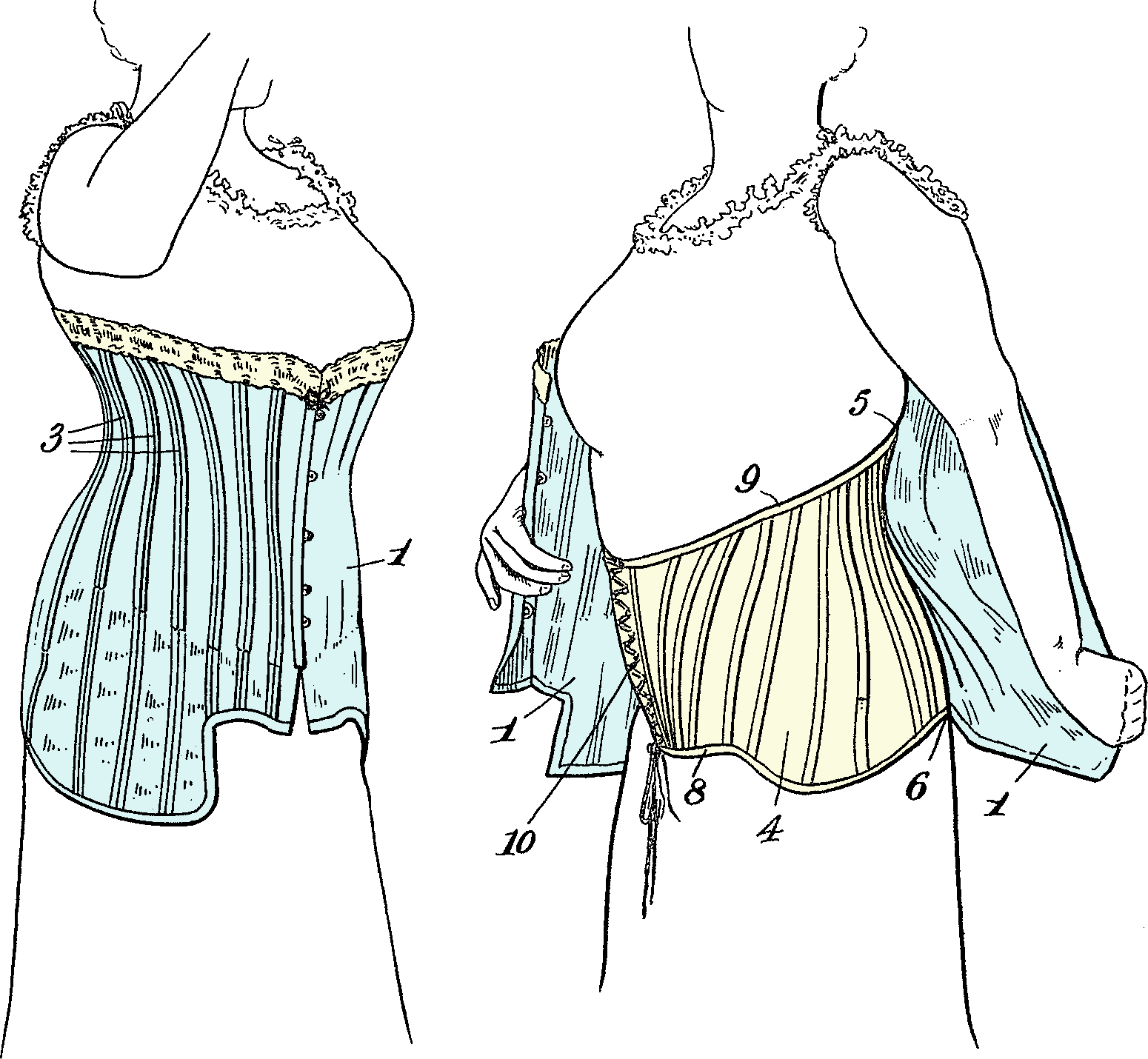
1912
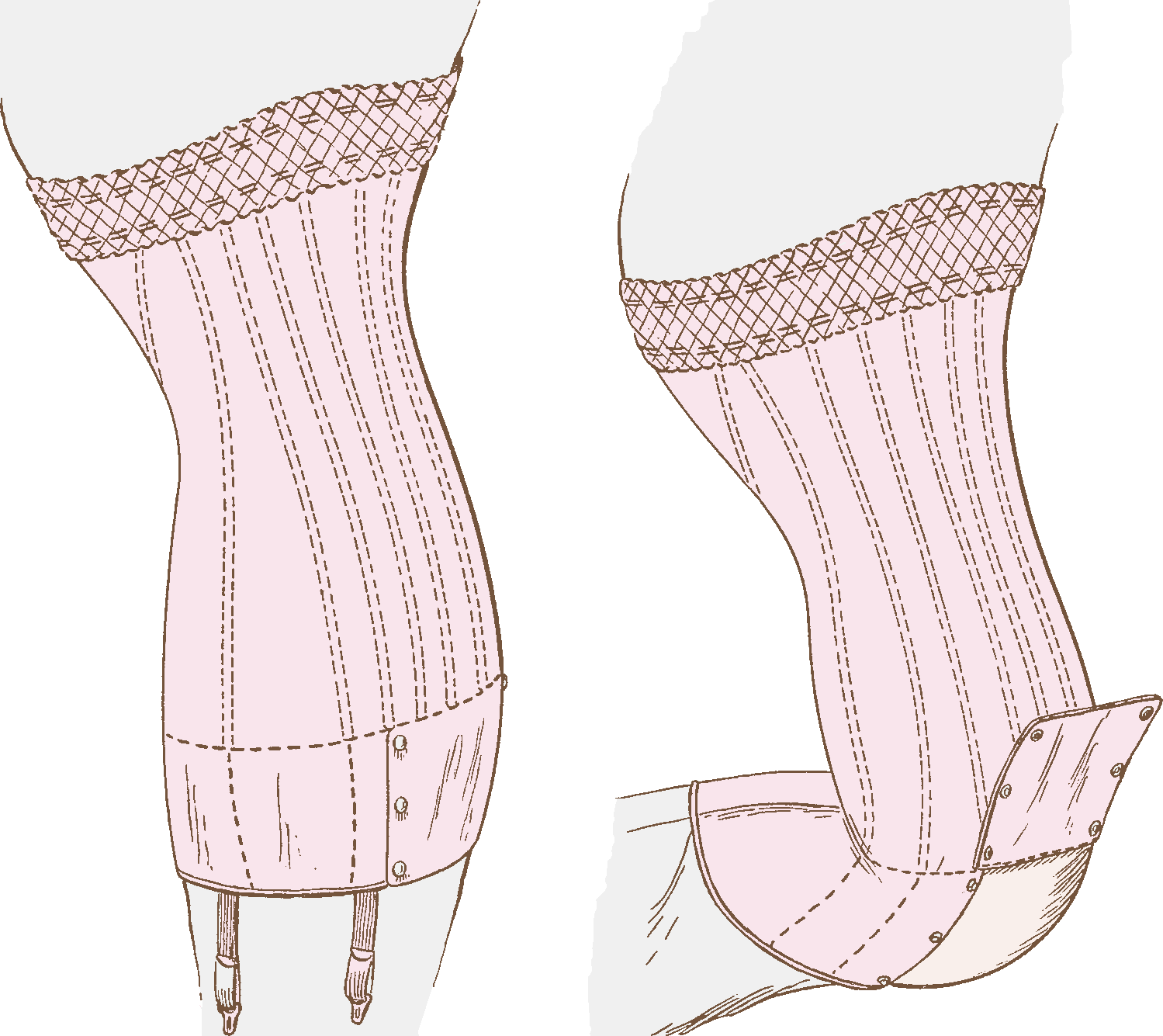
1913 opening for motion
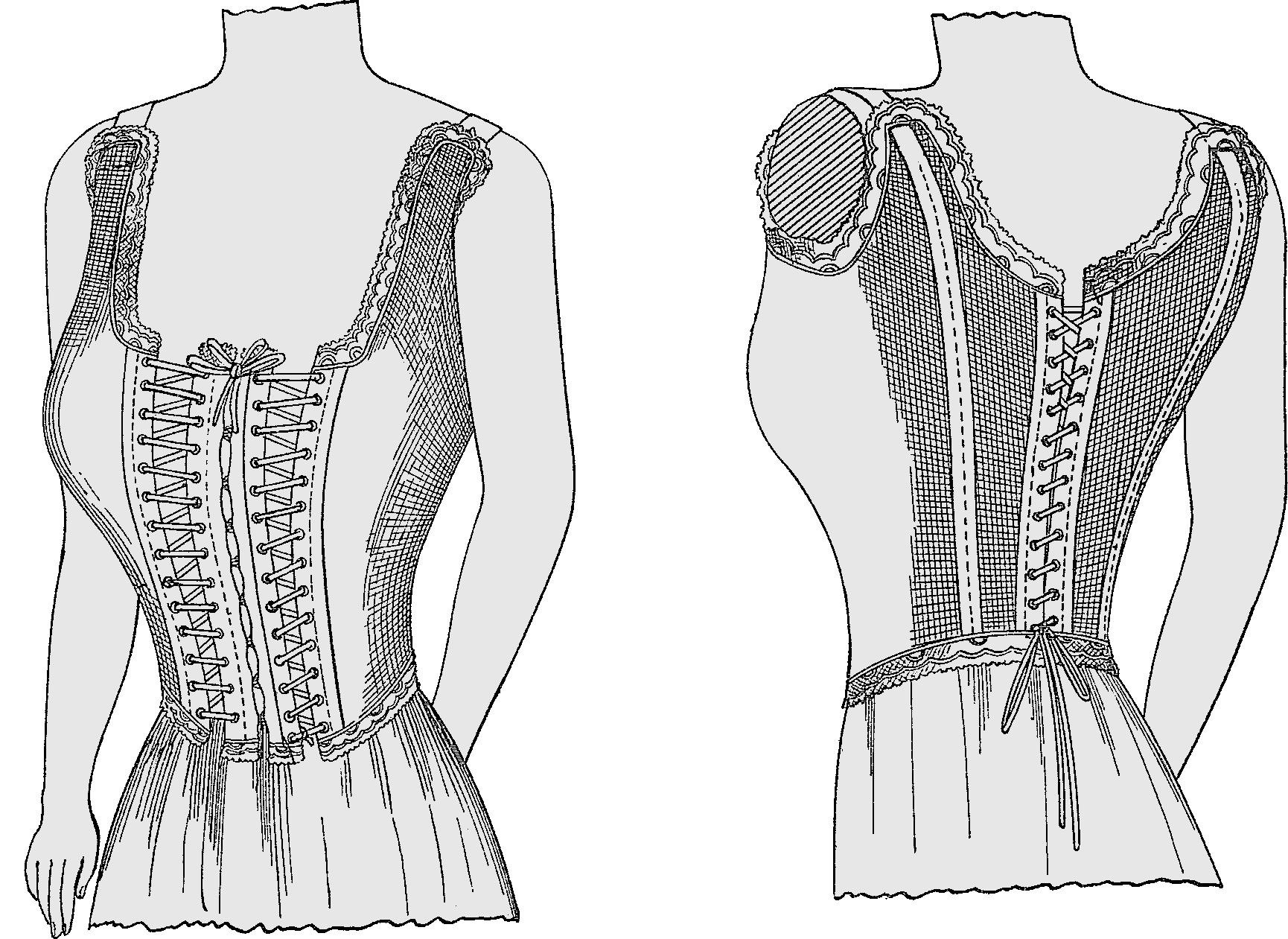
1914
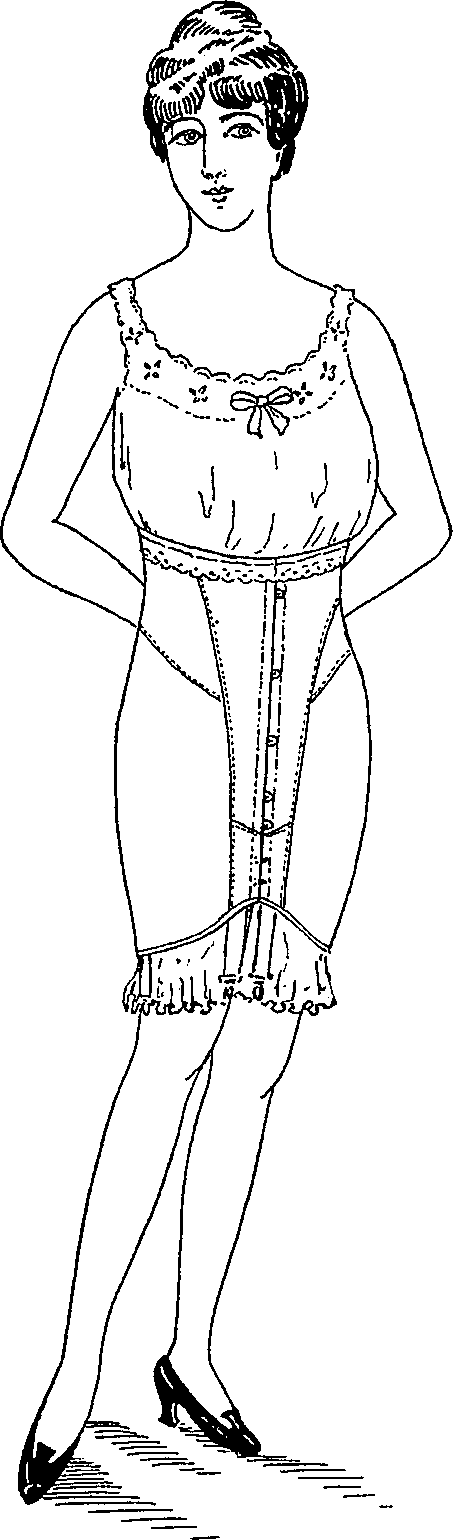
1915
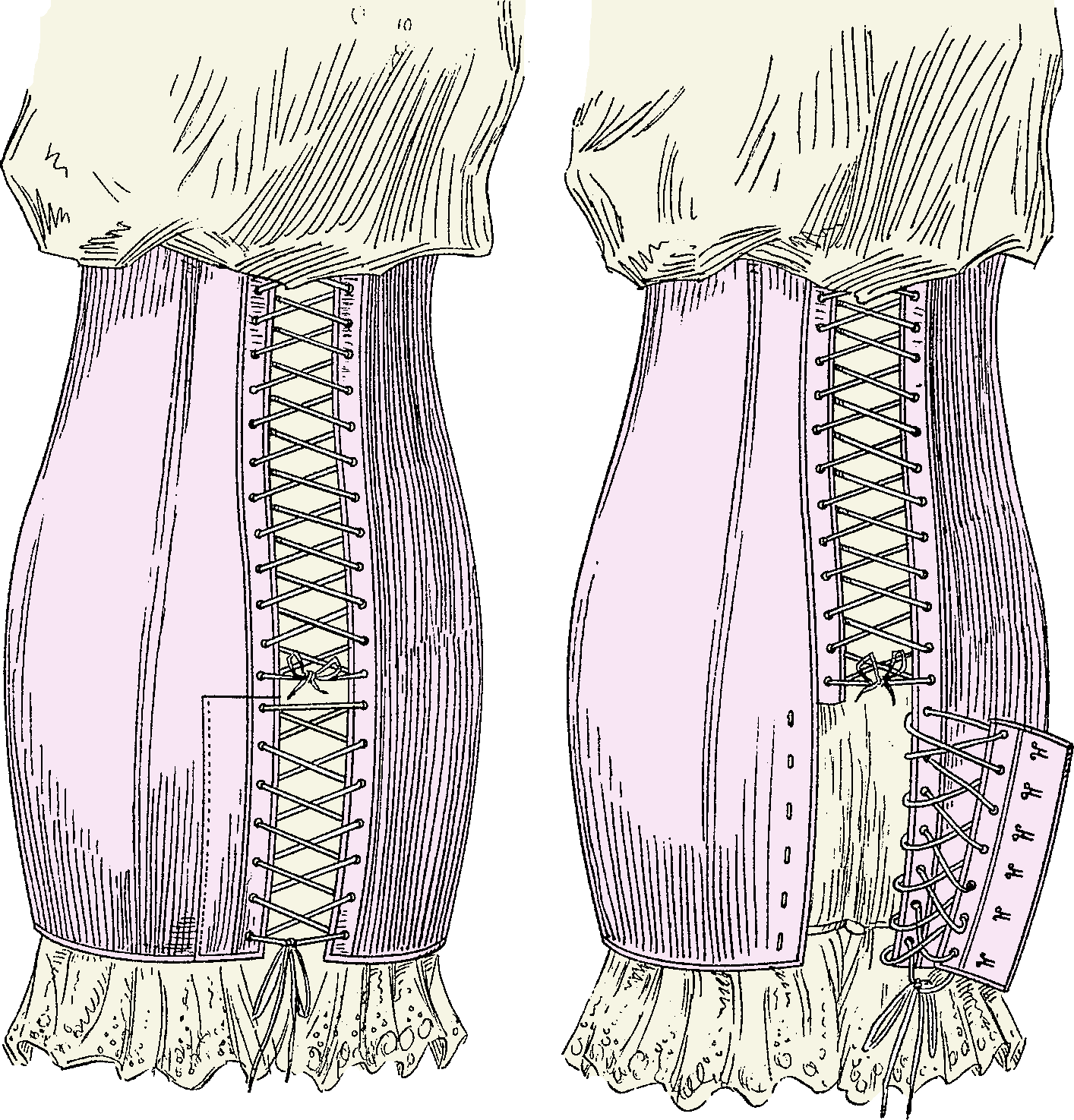
1916 opening for motion
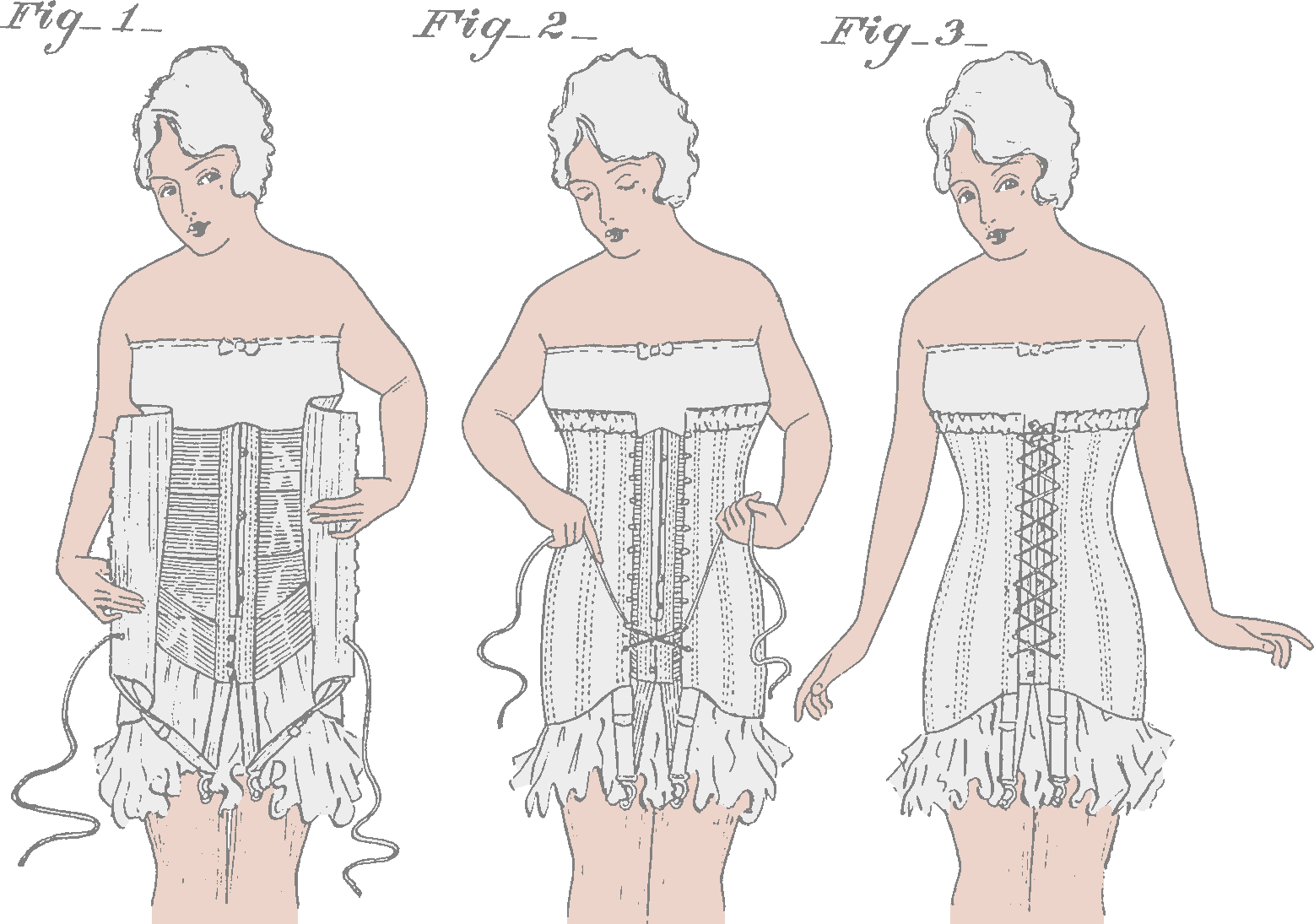
1916
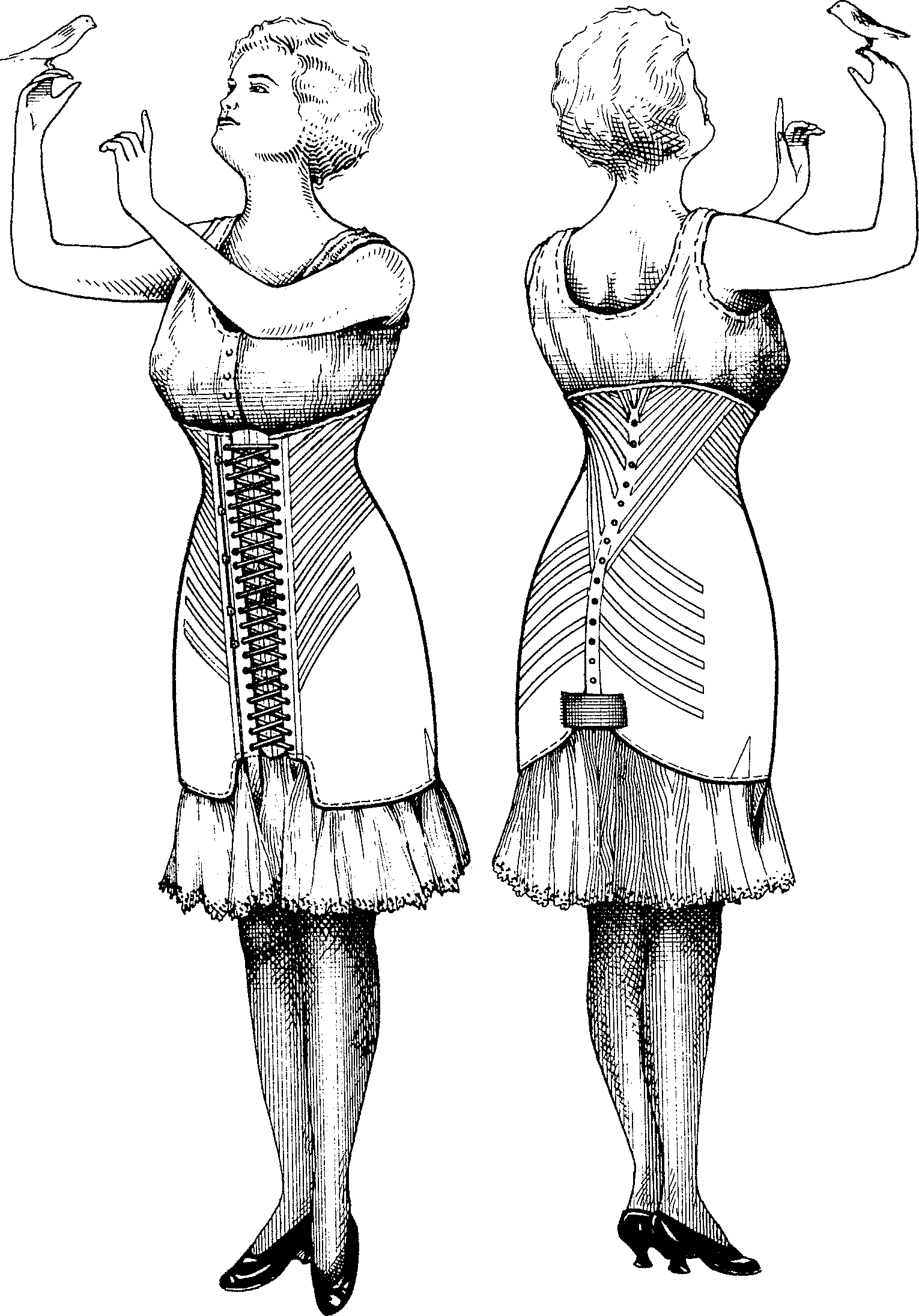
1917
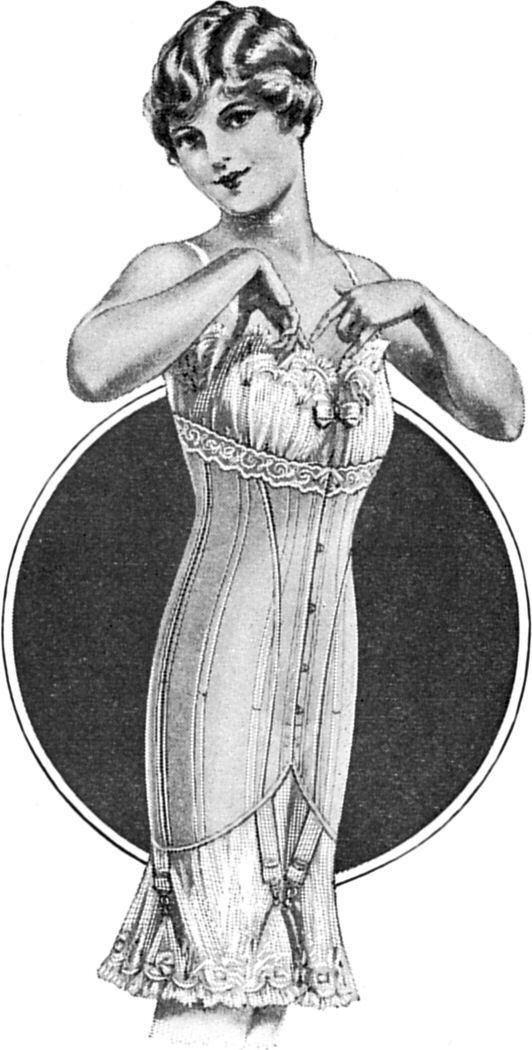
1917
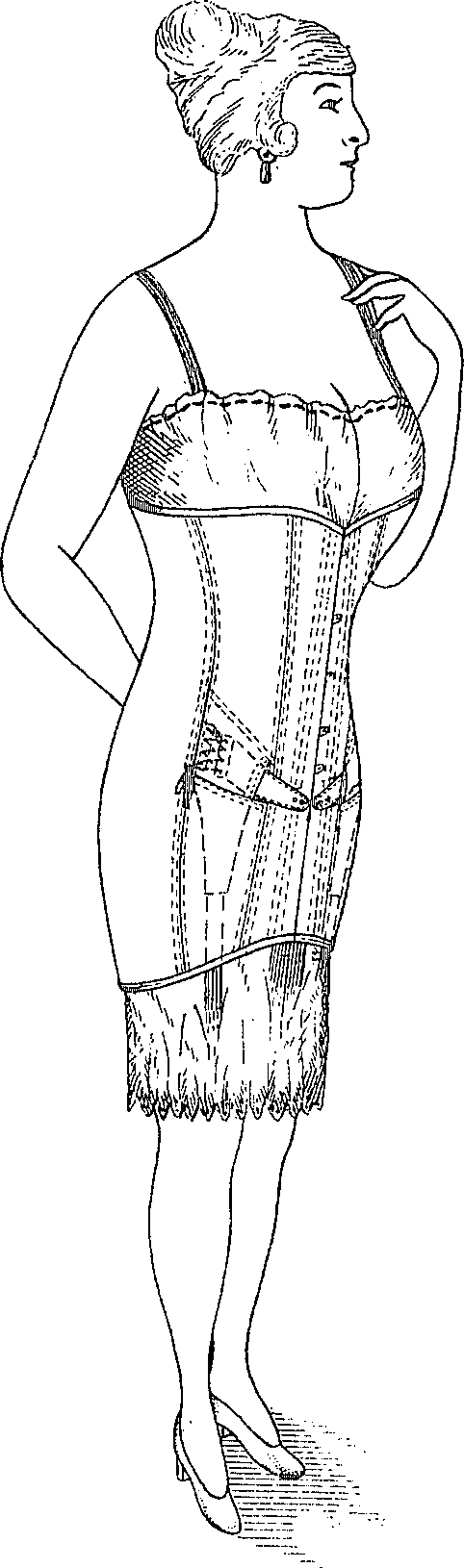
1918
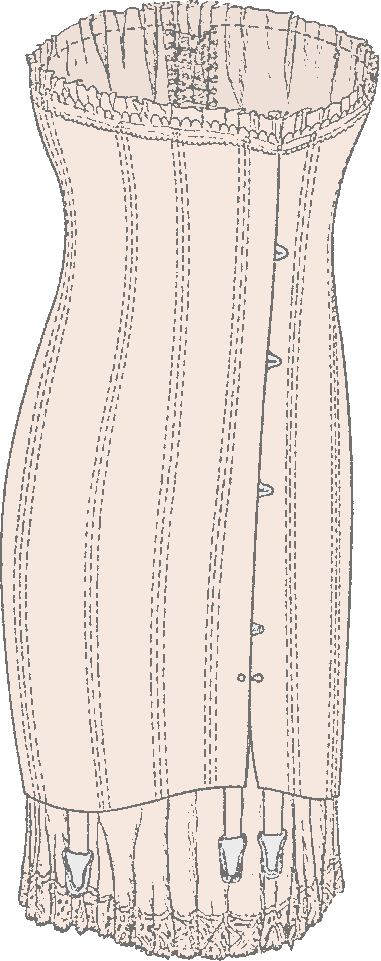
1919
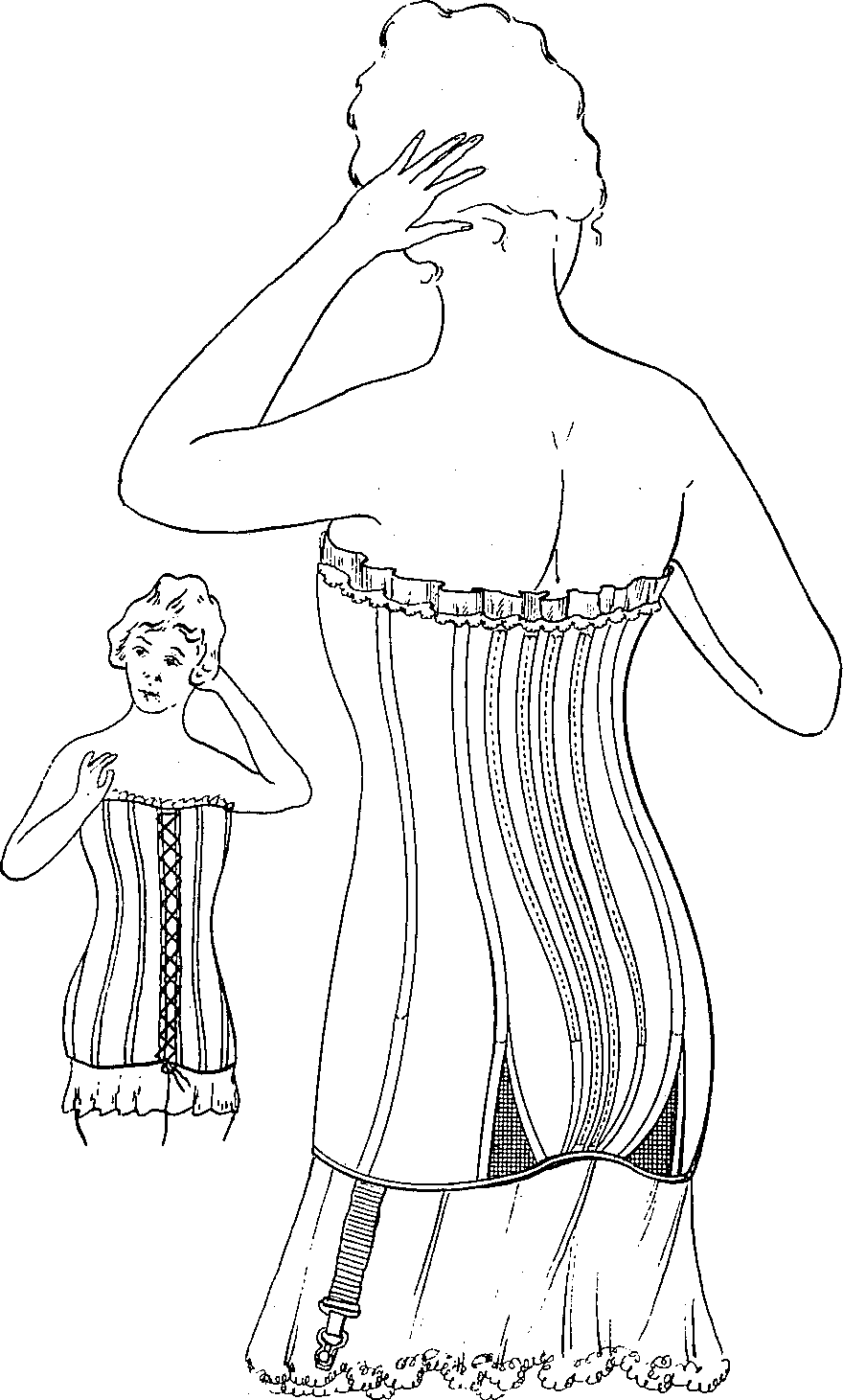
1920
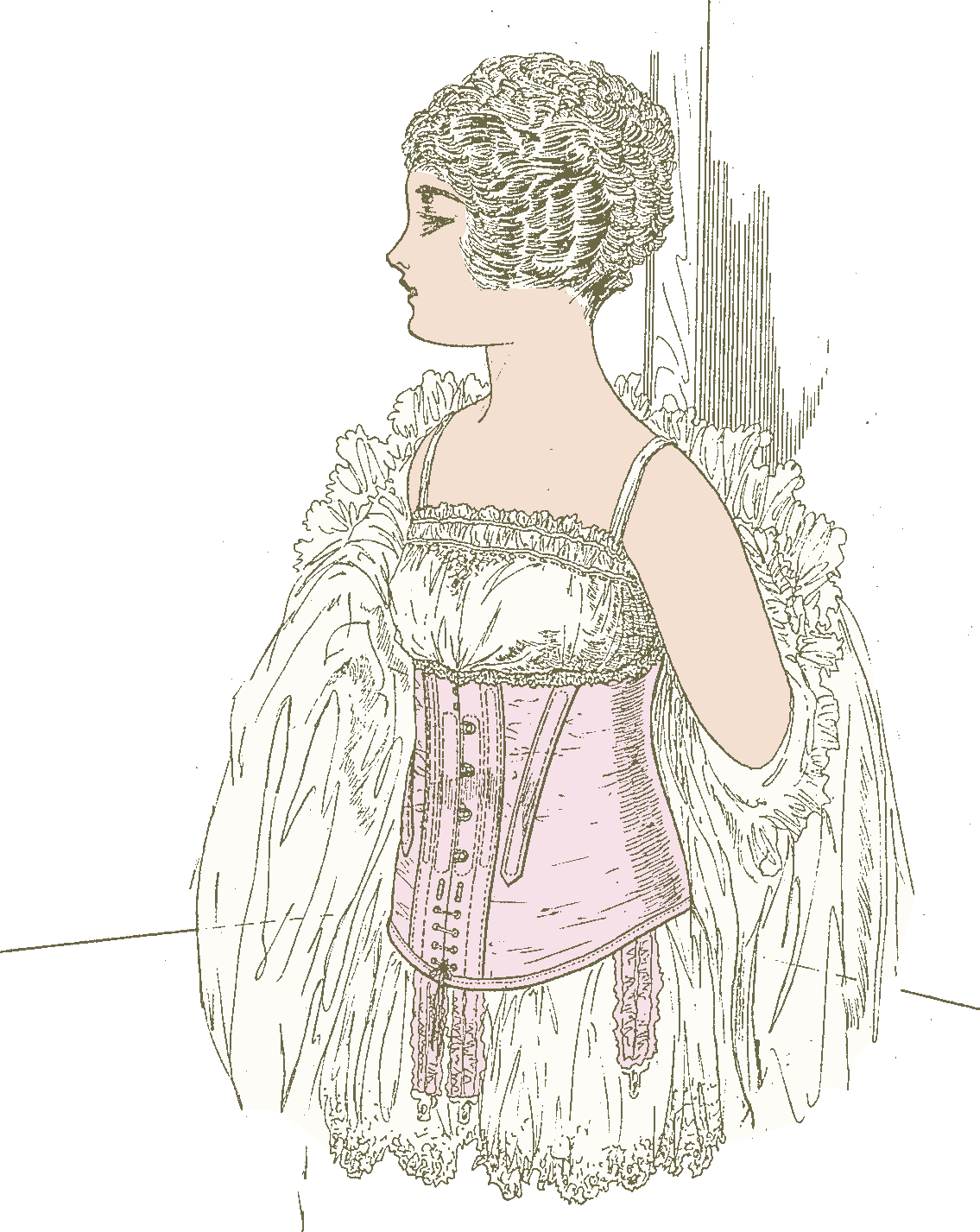
1920

Az első világháború alatt a nők kénytelenek voltak aktívan szerepet vállalni a munkában, fegyvergyárakban, kórházakban, és a földeken kellett dolgozniuk. Olyan fehérneműre volt szükségük, ami nagyobb fizikai szabadságot biztosított nekik. A fűzőkben elasztikus szálakkal kezdtek el kísérletezni. Az 1919-ben Amerikában megjelenő fűzőfajta, a corsolette jelentette a megoldást:

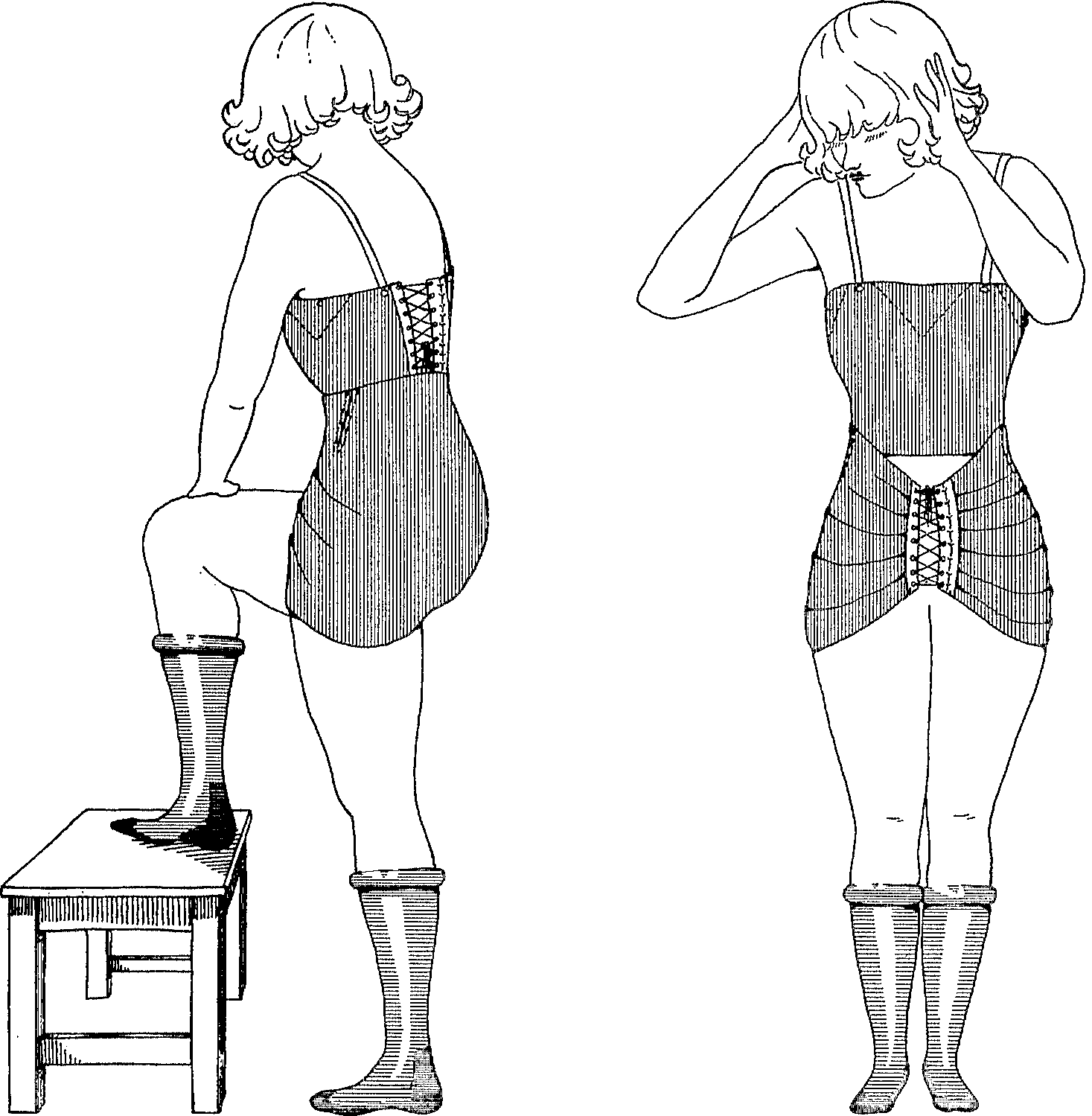
1922
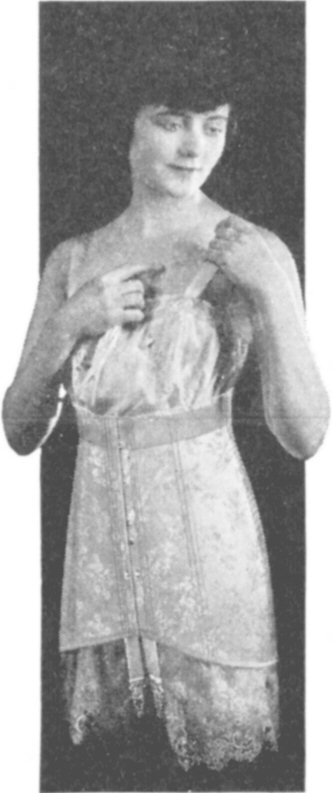
1922
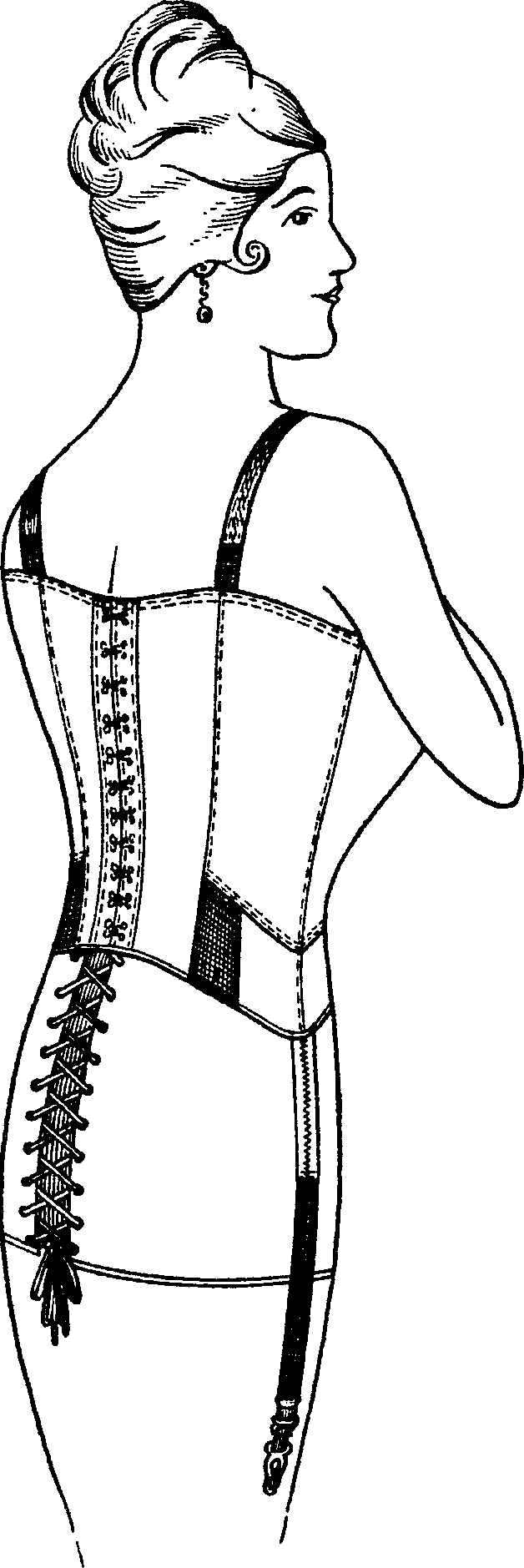
1923
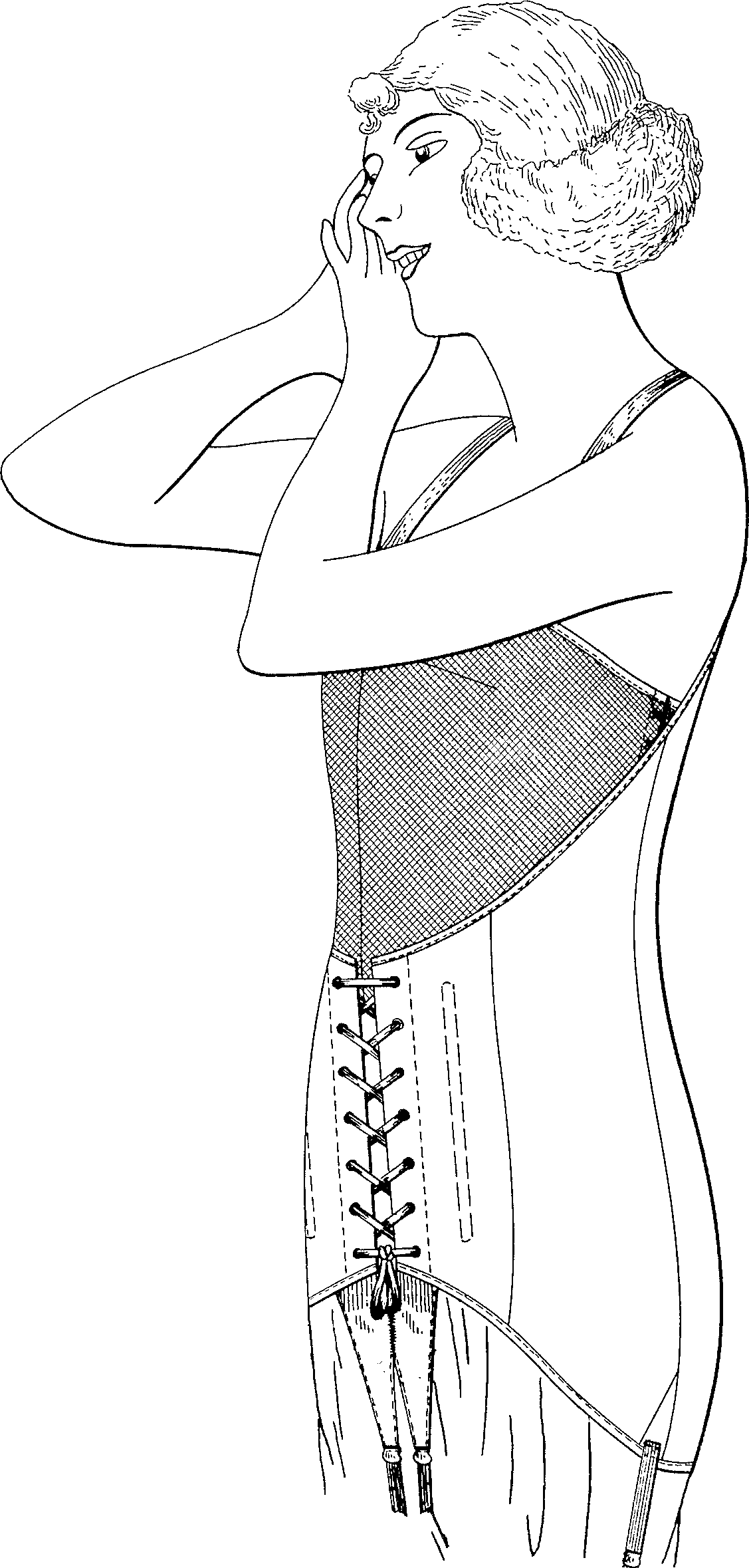
1924
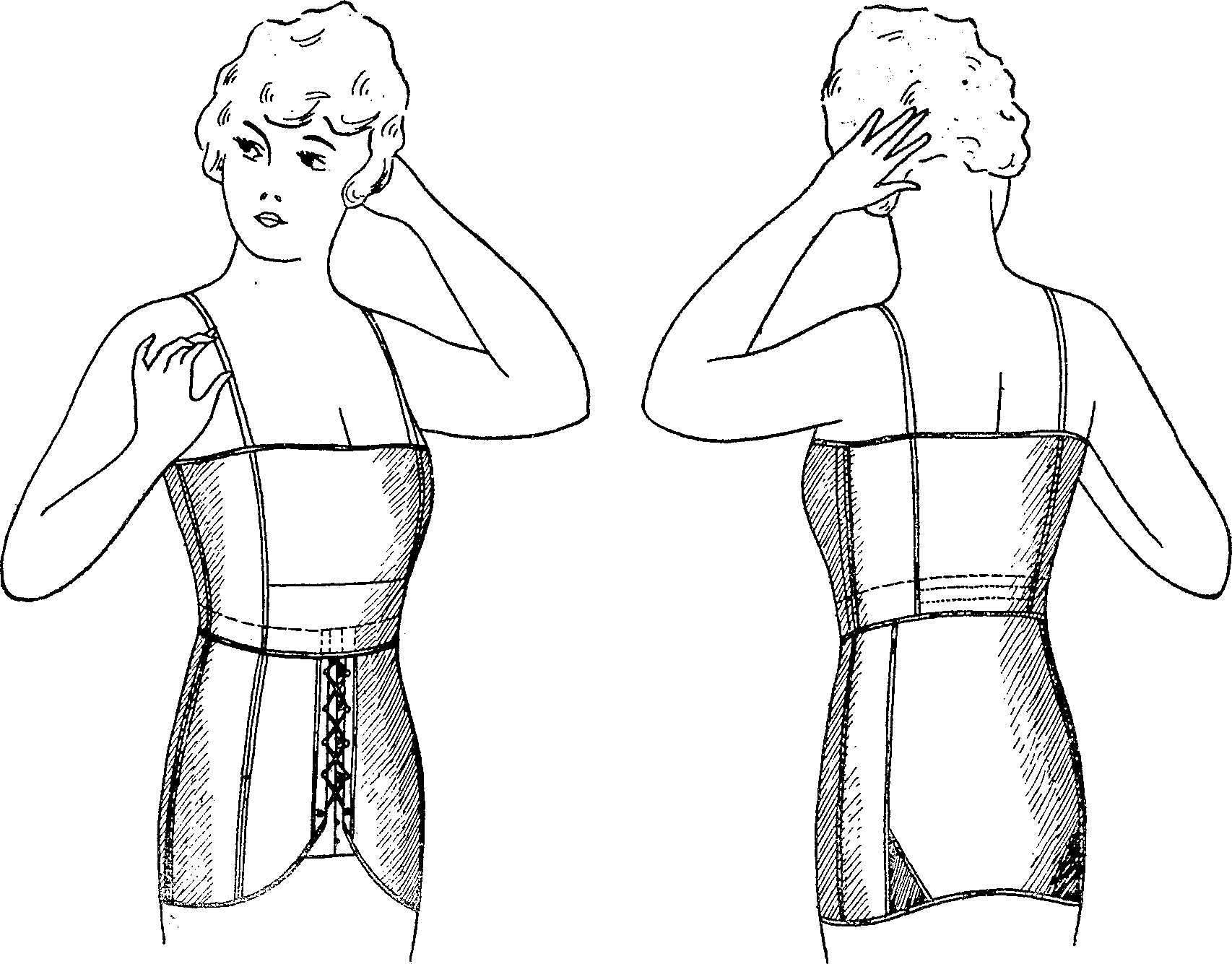
1925
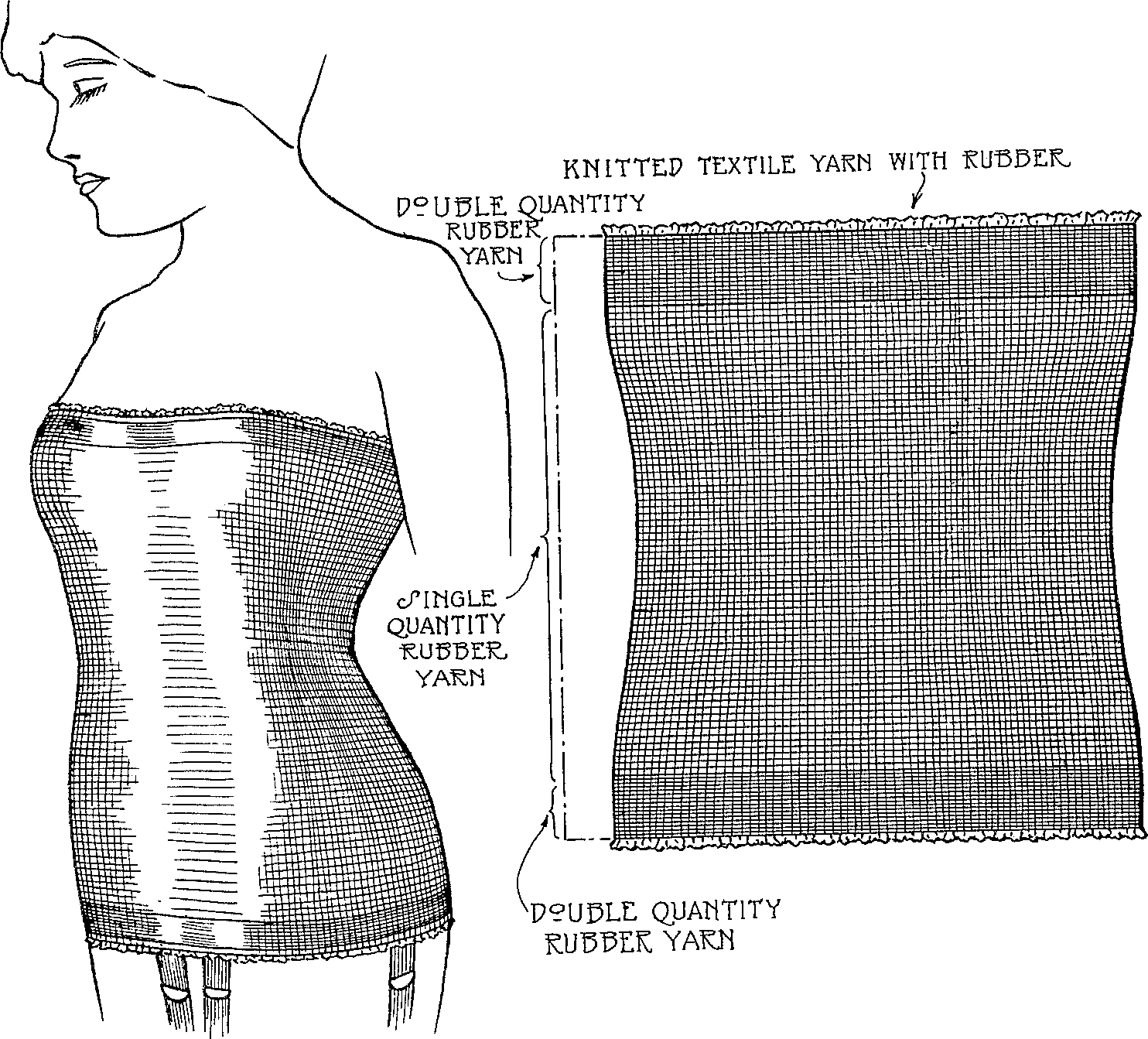
1927
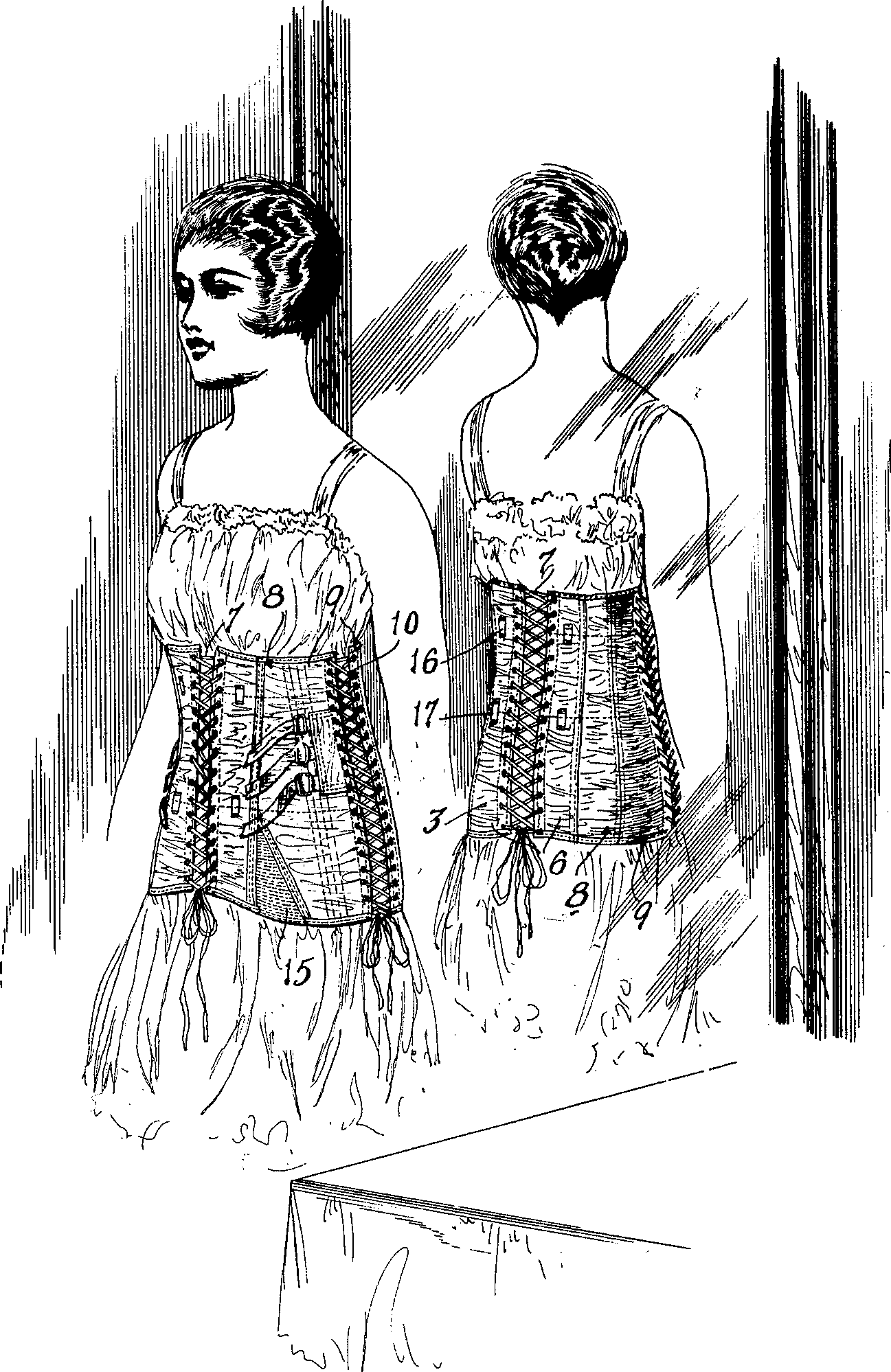
1928
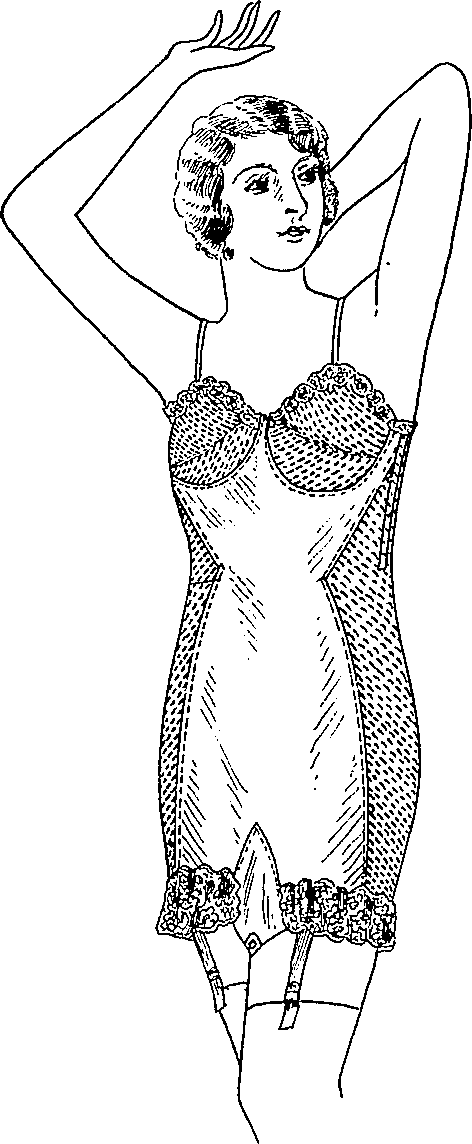
1932
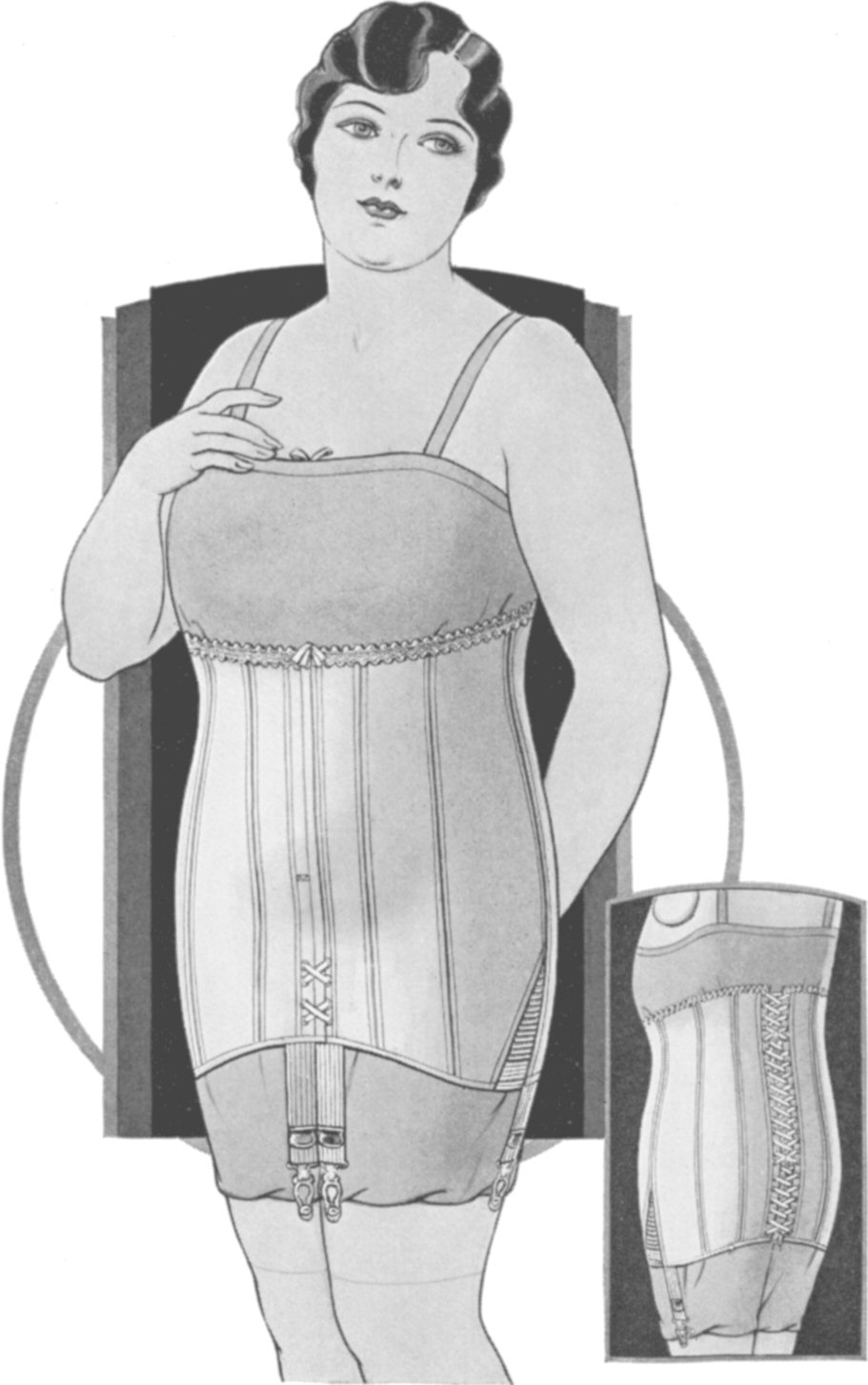
1933
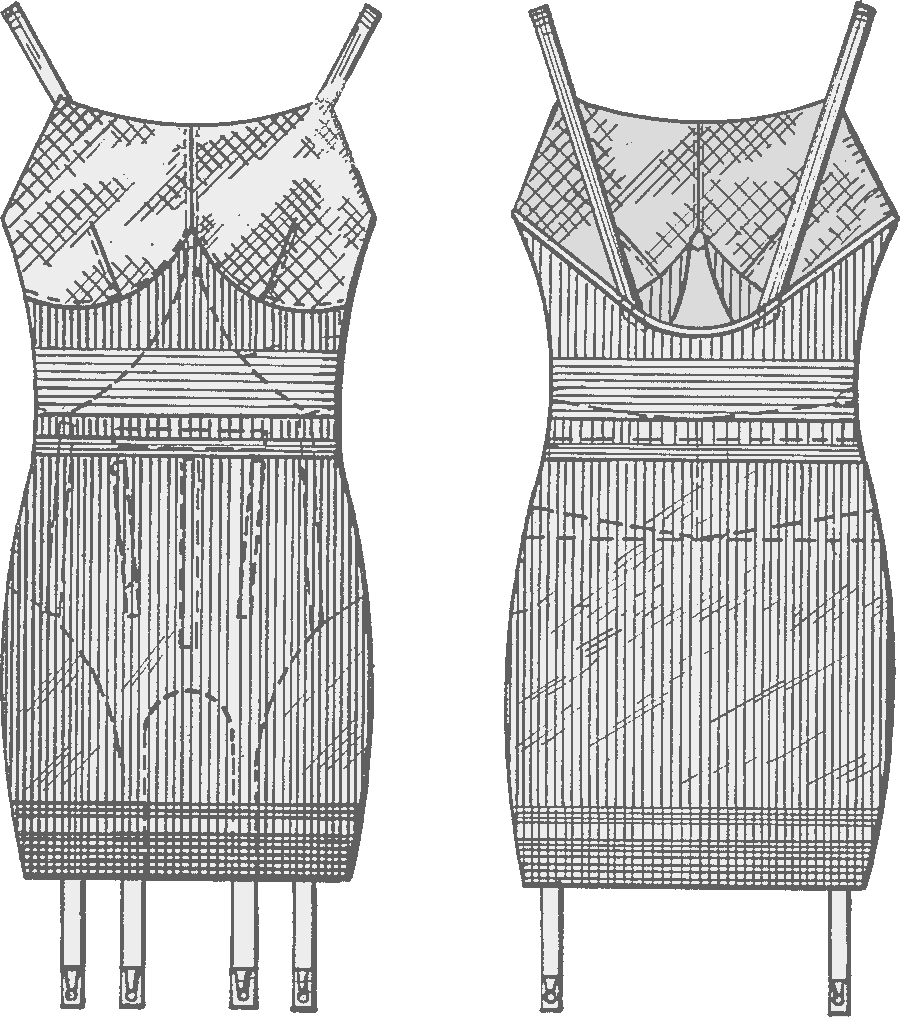
1935
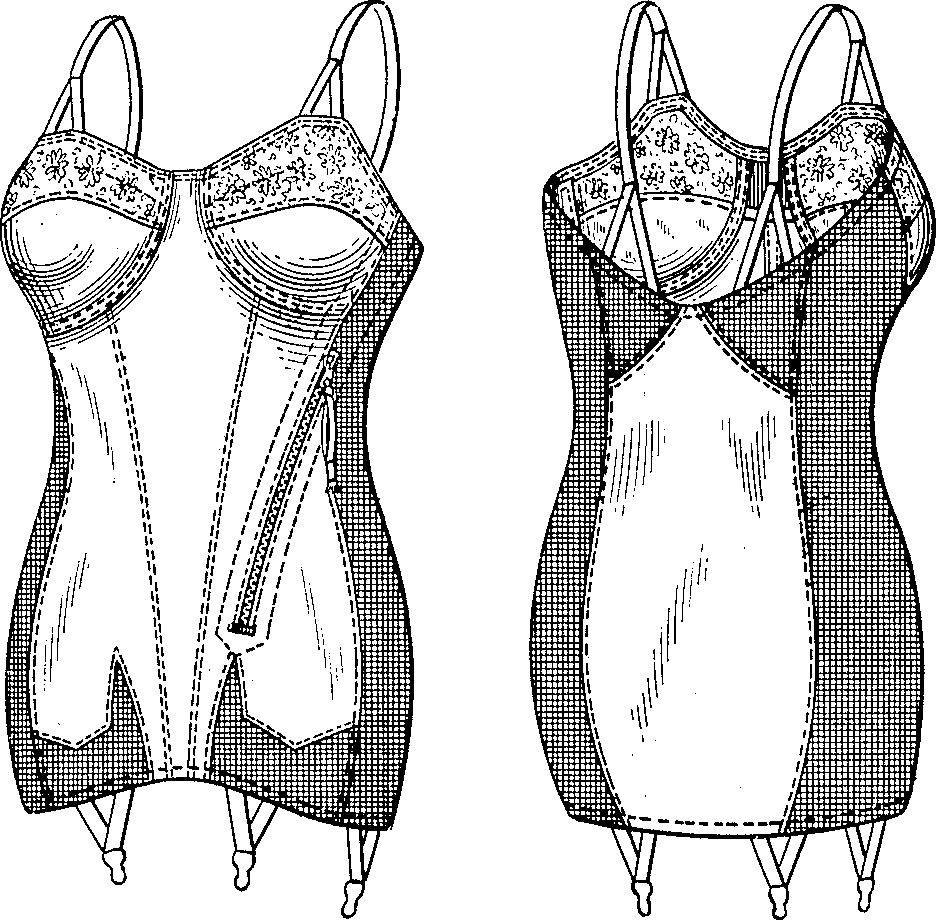
1941
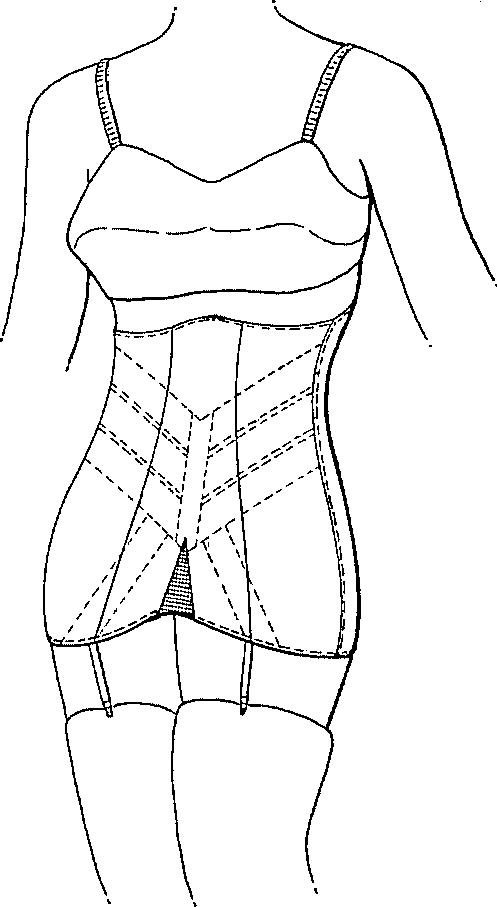
1942
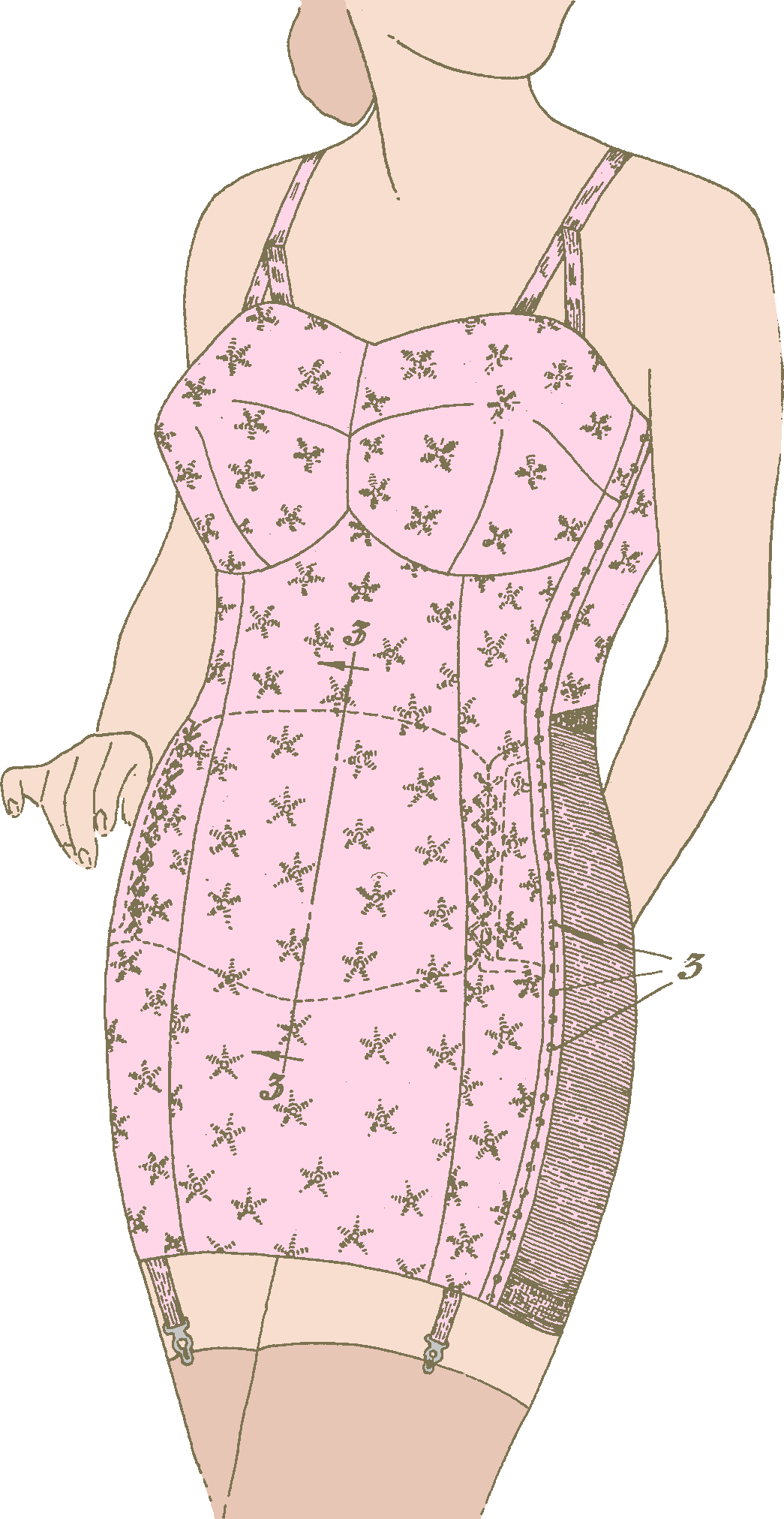
1948
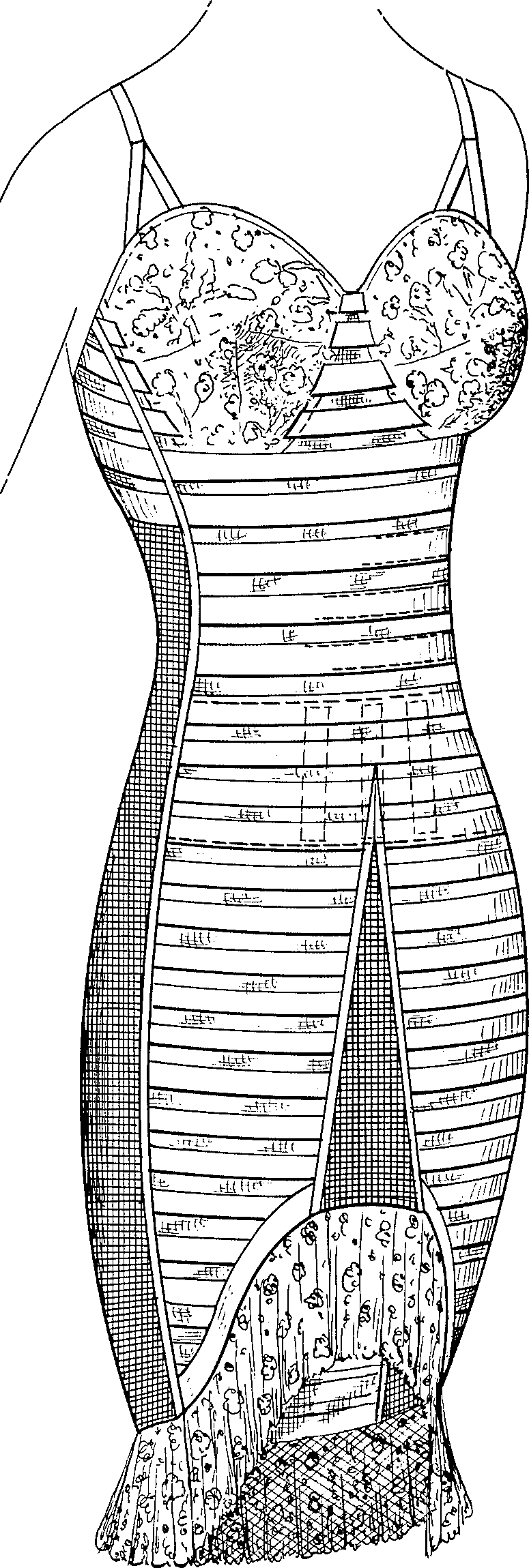
1959

Deréktól combközépig húzódott, egyfajta átmenet volt a kombiné, a melltartó és a fűző között. A corsolette henger alakú, vállpántokkal és harisnyatartóval ellátott ruhadarab, mellyel teltebb alakot is karcsúsítani lehetett. Ugyanez a típus megjelent Európában is az 1920-as évek közepén. 1930-ra létrejött a melltartó és a kisebb fűző kombinációjából a technikailag fejlettebb, loom elasztik felhasználásával készült corsolette, valamint rövidített változata, a girdle (csípőszorító), mely deréktól combig húzódott és oldalt kapcsokkal rögzítették. A műszálak előállítása terén végbemenő technikai fejlődés révén olyan, két irányban rugalmas anyagok jöttek létre, mint a lasztex és a rayon. Létrejött egy újfajta kapcsolási technika is, a cipzár, amit villámzárrá fejlesztettek tovább. Ez ideális megoldás volt a corsolette-ek bekapcsolásához. 1954-re az első sztreccsel készített korszázs már a piacon volt. Ezeket a kétirányú elasztik fűzőket a harisnyához hasonlóan lehetett felvenni, így a kapcsok száma minimális volt. Európában sok vezető divatház saját fehérneműtervezőket bízott meg újabb és újabb korszázsmodellek megteremtésével. Megszületett a torsolette, amit szinte kizárólag estélyi viselettel hordtak, néha egyenesen estélyi ruha felsőjeként.
Az utolsó technikai újítás a lycra megjelenése volt. Az új csoda erősebb és könnyebb is volt az elasztiknál, jól tűrte a tisztítószerek, a kozmetikumok és az izzadság hatását. A merevítők feleslegessé váltak. Az 1970-es évek szexuális forradalma újfajta nyitottságot eredményezett, a fehérneműgyártók ezt kihasználva a tisztán funkcionális szempontoktól a nyíltan csábító szándékkal viselt korszázsok felé fordultak, melyeket kimondottan izgatónak terveztek. A nőiesség elsődleges volt, a luxusminőségű anyagok használata teljesen elterjedt, a csipkétől, finom pamuttól kezdve fényes szaténon és selymen át különféle lycra-típusokig, némelyik átlátszó volt, pliszével vagy rüssel eldolgozva. Ismét elkezdték használni a műanyag merevítőket, így körvonalazták és tették csábítóvá a női testet.